# دیترویت (آلاباما)
دیترویت (به انگلیسی: Detroit) شهری در شهرستان لامار ایالت آلاباما است که مساحت آن ۳٫۴۳ کیلومتر مربع است و در سرشماری سال ۲۰۱۰ میلادی، ۲۳۷ نفر جمعیت داشته و تراکم جمعیتی آن، ۶۹٫۱ نفر در هر کیلومتر مربع بوده است.